# Wereldkampioenschap superbike van Manfeild 1990
Het wereldkampioenschap superbike van Manfeild 1990 was de dertiende en laatste ronde van het wereldkampioenschap superbike 1990. De races werden verreden op 18 november 1990 op het Manfeild Autocourse in Feilding, Nieuw-Zeeland.

## Race 1
| Pos | Nr | Rijder            | Constructeur | Rondes | Tijd         | Grid | Punten |
| --- | -- | ----------------- | ------------ | ------ | ------------ | ---- | ------ |
| 1   | 7  | Terry Rymer       | Yamaha       | 35     | 40:23.200    | 3    | 20     |
| 2   | 3  | Raymond Roche     | Ducati       | 35     | +2.480       | 5    | 17     |
| 3   | 19 | Rob McElnea       | Yamaha       | 35     | +6.000       | 2    | 15     |
| 4   | 8  | Daryl Beattie     | Honda        | 35     | +6.210       | 4    | 13     |
| 5   | 11 | Rob Phillis       | Kawasaki     | 35     | +25.330      | 1    | 11     |
| 6   | 2  | Stéphane Mertens  | Honda        | 35     | +46.600      | 6    | 10     |
| 7   | 5  | Anders Andersson  | Yamaha       | 35     | +46.930      | 12   | 9      |
| 8   | 40 | Andrew Stroud     | Yamaha       | 35     | +1:01.910    | 13   | 8      |
| 9   | 32 | Tony Rees         | Yamaha       | 34     | +1 ronde     | 14   | 7      |
| 10  | 12 | Brian Morrison    | Honda        | 34     | +1 ronde     | 11   | 6      |
| 11  | 27 | Russell Josiah    | Kawasaki     | 33     | +2 ronden    | 15   | 5      |
| 12  | 30 | Rob Lewis         | Kawasaki     | 33     | +2 ronden    | 17   | 4      |
| 13  | 20 | Mark Fissenden    | Honda        | 33     | +2 ronden    | 21   | 3      |
| 14  | 36 | Brian Billet      | Honda        | 33     | +2 ronden    | 20   | 2      |
| 15  | 37 | Brent Curtis      | Suzuki       | 33     | +2 ronden    | 19   | 1      |
| 16  | 33 | Mike King         | Ducati       | 32     | +3 ronden    | 16   |        |
| 17  | 38 | Kevin Grey        | Suzuki       | 32     | +3 ronden    | 22   |        |
| DNF | 34 | Paul Pavletich    | Ducati       | 18     | Uitgevallen  | 18   |        |
| DNF | 14 | Aaron Slight      | Kawasaki     | 15     | Uitgevallen  | 9    |        |
| DNF | 9  | Jari Suhonen      | Yamaha       | 14     | Uitgevallen  | 10   |        |
| DNF | 4  | Fabrizio Pirovano | Yamaha       | 12     | Uitgevallen  | 8    |        |
| DNS | 16 | Malcolm Campbell  | Honda        | 0      | Niet gestart | 7    |        |
| DNS | 31 | Jason McEwen      | Kawasaki     | 0      | Niet gestart | 23   |        |

## Race 2
| Pos | Nr | Rijder            | Constructeur | Rondes | Tijd         | Grid | Punten |
| --- | -- | ----------------- | ------------ | ------ | ------------ | ---- | ------ |
| 1   | 11 | Rob Phillis       | Kawasaki     | 35     | 40:30.420    | 1    | 20     |
| 2   | 7  | Terry Rymer       | Yamaha       | 35     | +6.120       | 3    | 17     |
| 3   | 14 | Aaron Slight      | Kawasaki     | 35     | +15.840      | 9    | 15     |
| 4   | 4  | Fabrizio Pirovano | Yamaha       | 35     | +38.930      | 8    | 13     |
| 5   | 9  | Jari Suhonen      | Yamaha       | 35     | +45.100      | 10   | 11     |
| 6   | 5  | Anders Andersson  | Yamaha       | 35     | +51.190      | 12   | 10     |
| 7   | 40 | Andrew Stroud     | Yamaha       | 35     | +55.210      | 13   | 9      |
| 8   | 12 | Brian Morrison    | Honda        | 34     | +1 ronde     | 11   | 8      |
| 9   | 32 | Tony Rees         | Yamaha       | 34     | +1 ronde     | 14   | 7      |
| 10  | 27 | Russell Josiah    | Kawasaki     | 34     | +1 ronde     | 15   | 6      |
| 11  | 30 | Rob Lewis         | Kawasaki     | 33     | +2 ronden    | 17   | 5      |
| 12  | 33 | Mike King         | Ducati       | 33     | +2 ronden    | 16   | 4      |
| 13  | 36 | Brian Billet      | Honda        | 33     | +2 ronden    | 20   | 3      |
| 14  | 37 | Brent Curtis      | Suzuki       | 32     | +3 ronden    | 19   | 2      |
| 15  | 20 | Mark Fissenden    | Honda        | 27     | +8 ronden    | 21   | 1      |
| DNF | 8  | Daryl Beattie     | Honda        | 23     | Uitgevallen  | 4    |        |
| DNF | 3  | Raymond Roche     | Ducati       | 22     | Uitgevallen  | 5    |        |
| DNF | 19 | Rob McElnea       | Yamaha       | 21     | Uitgevallen  | 2    |        |
| DNF | 2  | Stéphane Mertens  | Honda        | 19     | Uitgevallen  | 6    |        |
| DNF | 38 | Kevin Grey        | Suzuki       | 7      | Uitgevallen  | 22   |        |
| DNS | 16 | Malcolm Campbell  | Honda        | 0      | Niet gestart | 7    |        |
| DNS | 34 | Paul Pavletich    | Ducati       | 0      | Niet gestart | 18   |        |
| DNS | 31 | Jason McEwen      | Kawasaki     | 0      | Niet gestart | 23   |        |

## Eindstanden na wedstrijd
| Pos | Nr | Rijder            | Team     | Punten |
| --- | -- | ----------------- | -------- | ------ |
| 1   | 3  | Raymond Roche     | Ducati   | 382    |
| 2   | 4  | Fabrizio Pirovano | Yamaha   | 325    |
| 3   | 2  | Stéphane Mertens  | Honda    | 300    |
| 4   | 11 | Rob Phillis       | Kawasaki | 238    |
| 5   | 19 | Rob McElnea       | Yamaha   | 218    |

1988 · 1989 · 1990 · 1992